# Briastre
Briastre és un municipi francès, situat a la regió dels Alts de França, al departament del Nord. L'any 2006 tenia 626 habitants. Limita al nord-est amb Solesmes, al sud-est amb Neuvilly, al sud amb Inchy i a l'oest amb Viesly.

## Demografia
| 1962                                       | 1968 | 1975 | 1982 | 1990 | 1999 | 2006 |
| ------------------------------------------ | ---- | ---- | ---- | ---- | ---- | ---- |
| 843                                        | 890  | 851  | 714  | 650  | 619  | 626  |
| Des de 1962: població sense dobles comptes |      |      |      |      |      |      |

## Administració
| Període | Identitat      | Partit |
| ------- | -------------- | ------ |
| 2001-   | Bruno Leclercq | PCF    |